# Падре Корахе
Падре Корахе (Padre Coraje) — аргентинський телесеріал виробництва телекомпанії «Pol-ka».
Події розгортаються в 1952 році у вигаданому містечку Ла-Крус (Хрест), неподалік від Буенос-Айресу в якому заправляє масонська секта, що чекає другого пришестя Христа, яке за їхнім пророцтвом має незабаром відбутись в їхньому місті щоб повторилась давня біблійна подія.

## Сюжет
Благородний бандит Корахе, що грабує тільки багатих і допомагає бідним, звинувачений мером міста Ла-Крус Мануелем Коста у вбивсті власника готелю «Амбасадор» Алехандро Ґерріко. Корахе щоб очистити своє ім'я разом зі своїми вірними друзями і помічниками Санто і Мерседес (Мечею) відправляється в Ла-Крус, перед цим вони стають свідками вбивства священика — падре Хуана, що мав стати головою парафії Ла-Крус, звичайними бандитами. Корахе вирішує переодітись в сутану священика і проникнути в місто під іменем отця Хуана, щоб дізнатись всю правду, бо кому ж як не священику люди можуть довірити свої таємниці. Корахе клянеться попри будь-що знайти убивцю Ґерріко. Але він навіть не очікував, що зустріне в цьому місті своє кохання — біля церкви він бачить Клару Ґерріко доньку убитого власника готелю відразу у неї закохується. Але у Клари вже є наречений — Орасіо Коста син мера міста. Крім цього у Корахе закохується друга донька покійного — Ана — дівчина-інвалід, що не може ходити і тому заздрить сестрі і ненавидить її. Не тільки дружні почуття відчуває до нього і подруга дитинства Мерседес, невідповідаючи взаємністю на любов Санто. Тепер їх долі, і долі багатьох інших героїв серіалу, переплетуться в один міцний вузол, який буде не легко розв'язати. Місто Ла-Крус приховує багато таємниць. У день Корахе в образі падре Хуана намагатиметься змінити повсякденне життя міста, що терпить злочини влади, а вночі в костюмі монаха-капуцина (Корахе) буде боротись зі злочинцями своїми методами. Як виявиться, секта, на чолі якої стоїть мер міста — Мануель Коста, готова на все, щоб досягти своїх цілей. Саме Мануель Коста справжній вбивця Алехандро Ґерріко. Згодом один із членів секти — Аманда Хауреґі дізнається, що Корахе і падре Хуан це одна особа і крім того він її рідний син Ґабріель якого у неї відібрали члени секти одразу після народження і віддали в притулок де він отримав ім'я Пелегріно Еспосіто. Згідно з пророцтвом він мав повернутись через 33 роки до матері, щоб стати втіленням Христа на Землі — Мандрівником. З цього моменту Аманда буде постійно оберігати і захищати його. Багато випробувань і перешкод доведеться пройти головним героям теленовели — Корахе і Кларі перш ніж вони зможуть бути разом.

## Цікаві факти
У телесеріалі присутньо багато історичних алюзій, але деякі з них не відповідають дійсності:
- В розмові з найманим вбивцею, який видає себе за лікаря в готелі «Амбасадор», Ана звинувачує свою сестру Клару в тому, що та любить дивитись бойовики, а вона більш любить французькі комедії особливо з Луї де Фюнесом. Найбільше їй подобається його комедія «Роззява», але це не відповідає дійсності. Справа в тім що хоч Луї де Фюнес знімався в кіно ще з 40-их років всезагальна слава до нього прийшла після картини «Не спійманий — не злодій», 1958 року випуску, а справжній пік його слави це 60-ті роки. Кінокартина «Роззява» з'явилася тільки в 1964 році, а події телесеріалу відбуваються в 1952.
- Герої телесеріалу мимоволі стають винахідниками деяких сучасних явищ. Наприклад Корахе витягши Клару з ванної в якій її намагався втопити вбивця, інстинктивно починає робити їй масаж серця і вентиляцію легень, те що зараз має назву серцево-легеневої реанімації.
- Під час однієї із своїх телефонних розмов Корахе і Клара згадують пікантні, еротичні деталі минулої ночі, яку вони провели разом. Завдяки телефоністці Тете це стає відомо Санто, той жартома каже, що їм варто відкрити службу під назвою «Секс по телефону».
- В одній із серій Корахе з Мечею і Санто зображають сцену Таємної вечері.
- В серіалі не рідко присутні доволі жорстокі сцени насильства — розчленування тіла колишнього нареченого Нори Фройланом, відрізана голова Ролі та інші.
- В серіалі з'являється багато історичних осіб наприклад Че Ґевара, який в кінці 1951 року поїхав подорожувати Латинською Америкою, щоб набратись лікарськогго досвіду і теоретично міг практикувати деякий час в Ла-Крус, але реальні дати не зовсім збігаються з тими, що показані в серіалі. Крім того, він подорожував не сам, а зі своїм компаньйоном Альберто Ґранадо, теж майбутнім лікарем.
- Ева Перон дійсно померла 26 липня 1952 року, але зрозуміло, що ні в яке місто Ла-Крус вона перед смертю не їздила і не дружила ні з яким священиком Хуаном.
- Так само і президент Хуан Перон нікуди не їздив в цей період і навряд він став би рятувати бандита Корахе (якби він існував), хоч той і допомагав бідним. Правдиво зображена народна любов до Еви Перон, що була популярніша в Аргентині за свого чоловіка президента.
- Крім цього в серіалі з'являються співачка і актриса Тіта Мерельйо, що гастролювала країною в ті роки і боксер Хосе Марія Ґатіка Móno («Мавпа», в серіалі «Горила»)

## Актори серіалу і їх ролі
Facundo Arana (Факундо Арана) ………. (Padre Coraje) Корахе, падре Хуан, Пелегріно Еспосіто, Ґабріель Хауреґі — головний герой, благородний розбійник
Nancy Duplaa (Нансі Дупла́а) ………. (Clara Guerrico) Клара Ґерріко — головна героїня, донька Алехандро і Еліси
Carina Zampini (Каріна Сампіні) ………. (Ana Guerrico) Ана Ґерріко — сестра Клари
Javier Lombardo (Хав'єр Ломбардо) ………. (Santo Tomini) Санто Томіні — друг і помічник Корахе
Maria Eugenia Tobal (Марія Еухенія Тобаль) ………. (Mecha) Меча (Мерседес) — подруга і помічниця Корахе
Nora Carpena (Нора Карпена) ………. (Elisa Guerrico) Еліса Ґерріко — матір Клари і Ани, дружина Алехандро
Mercedes Funes (Мерседес Фунес) ………. (Nora Ponce) Нора Понсе — дочка Фройлана Понсе, наречена Лаутаро Коста
Marcelo Cosentino (Марсело Косентіно) ………. (Dario Castro) Даріо Кастро — швейцар готелю «Амбасадор»,
Raul Rizzo (Рауль Ріццо) ………. (Manuel Costa) Мануель Коста — мер Ла-Крус, злочинець
Leonor Benedetto (Леонор Бенедетто) ………. (Amanda Jauregui) Аманда Хауреґі — матір Корахе, знатна дама Ла-Круса
Melina Petriela (Меліна Петріела) ………. (Nena / Lourdes Serrano) Нена / Лурдес Серрано — незаконна донька Фройлана Понсе
Julia Calvo (Хулія Кальво) ………. (Messina Cortese) Мессіна Кортесе — власниця борделю «Буо»
Federico Olivera (Федеріко Олівера) ………. (Horacio Costa) Орасіо Коста -син Мануеля Коста, наречений Клари
Erika Wallner (Еріка Вальнер) ………. (Marcia) Марсія — служниця і помічниця Ани
Jorge Garcia Marino (Хорхе Ґарсія Маріно) ………. (Alejandro Guerrico) Алехандро Ґерріко — власник готелю «Амбасадор», батько Клари і Ани
Eugenia Guerty (Еухенія Ґерті) ………. (Tete) Тете — телефоністка
Luis Machin (Луіс Мачін) ………. (Froilan Ponce) Фройлан Понсе — лікар Ла-Крус, найкращий друг Мануеля
Matias Santoianni (Матіас Сантоянні) ………. (Pipo) Піпо — прийомний син Аманди
Fabio Di Tomaso (Фабіо Ді Томасо) ………. (Lautaro Costa) Лаутаро Коста — син Мануеля Коста, наречений Нори
Ximena Fassi (Ксімена Фассі) ………. (Eva Peron) Ева Перон — дружина президента Хуана Домінго Перона
Karina Mazzocco (Каріна Маццокко) ………. (Silvia Villareal) Сільвія Вільяреаль — дружина власника одного банку, який пограбував Корахе
Jorge Schubert (Хорхе Шуберт) ………. (Inspector Larreta) інспектор Ларрета — поліцейський з Буенос-Айресу
Roberto Vallejos (Роберто Вальєхос) ………. (Pedro Olmos Rey) Педро Ольмос Рей — друг Аманди, божевільний
Sergio Surraco (Серхіо Суррако) ………. (Pourtualé) у телесеріалі вимовляється як Порталє́ правильна транскрипція — Поуртуалє́
,Emilio Bardi (Эміліо Барді) ………. (Jose Maria `Mono` Gatica) Хосе Марія «Мавпа» Ґатіка — боксер
Noemi Frenkel (Ноемі Френкель) ………. (Perla) Перла — матір Нори, колишня дружина Фройлана
Monica Lairana (Моніка Лайрана) ………. (Tita Merello) Тіта Морельйо — співачка
Victor Laplace (Віктор Лапласе) ………. (Juan Domingo Peron) Хуан Домінго Перон -президент Аргентини
Antonio Grimau (Антоніо Ґрімау) ………. (Augusto) Аугусто — колишній наречений Нори
Carlos Weber (Карлос Вебер) ………. (Obispo) Обіспо
Carolina Vespa (Кароліна Веспа) ………. (Michelle) Мішель — подруга Аманди
Mario De Cabo (Марио Де Кабо) ………. (Álzaga) А́льзага
Fabiana Garcia Lago (Фабіана Ґарсія Лаго) ………. (La Muda) Муда — повія із «Буо»
Jorge Nolasco (Хорхе Ноласко) ………. (Roly) Ролі — виховувався в одному притулку разом з Корахе, Мечею і Санто
Mercedes Fraile (Мерседес Фрайле) ………. (Angelica) Анхеліка — селянка
Hector Nogues (Ектор Ноґес) ………. (Guzman) Ґусман — поплічник Коста
Juan Carlos Ucello (Хуан Карлос Усельйо)
Patricio Arellano (Патрісіо Арельяно) ………. (Nando Guzman) Нандо Ґусман — син Ґусмана
Juan Carrasco (Хуан Карраско) ………. (Pacheco) Пачеко — селянин
Hugo Castro (Уго Кастро)
Lucas Ferraro (Лукас Ферраро) ………. (Ernesto `Che` Guevara) Ернесто Че Ґевара — лікар, майбутній революціонер
Jorge Suarez (Хорхе Суарес)
Nacha Guevara (Нача Гевара) ………. (Assumpta) Ассумпта — сестра Аманди
Juan Carlos Calabro (Хуан Карлос Калабро) ………. (Merlik) Мерлік — фокусник
Aldo Pastur (Альдо Пастур) ………. (General Molina) генерал Моліна
Luis Mazzeo (Луіс Маццео) ………. (Manule) Манулє — божевільний брат Мессіни
Gipsy Bonafina (Хіпсі Бонафіна) ………. (Rosa) Роса — служниця в домі Аманди
Atilio Pozzobon (Атіліо Поццобон) ………. (Américo) Аме́ріко — селянин
Carlos Bermejo (Карлос Бермехо) ………. (Bishop) Бішоп
Сусана Лантері — мати Педро Олмоса Рея